# AXN
AXN je specijalizirani kabelski kanal, koji je prvenstveno usmjeren k emitiranju filmskog i serijskog programa akcijske, znanstveno-fantastične i reality tematike.
Vlasnik američke verzije je Sony Pictures Entertainment, dok Adria verziju, koja se prikazuje u Hrvatskoj, Sloveniji, Srbiji, Crnoj Gori i Makedoniji, kontrolira i proizvodi HBO Central Europe sa sjedištem u Budimpešti.
U Hrvatskoj je dostupan od 14. rujna 2009. godine, u lokaliziranom obliku s hrvatskim podnapisima.
Ovaj kanal u Hrvatskoj se emitira putem Total TV-a i u drugim televizijskim platformama.
U Europi su prisutna još dva kanala: AXN Crime, s kriminalističkim serijama, i AXN Sci-Fi, s znastveno-fantastičnim programom.
Nije poznato kada će ova dva kanala biti prisutna i u Hrvatskoj.

## Vanjske poveznice
- Službena stranica AXN Hrvatska (hrv.)